# Сонячне затемнення 4 січня 2011 року

Анімована карта затемнення

Сонячне затемнення 4 січня 2011 року — часткове сонячне затемнення, що спостерігалося у значній фазі (понад 70%) на території Європи та західної Росії. Менші фази затемнення було видно на території північної Африки, Середньої Азії та Сибіру. Точка максимальної фази затемнення (85,7%) припала на північне узбережжя Швеції.

## Затемнення в містах України

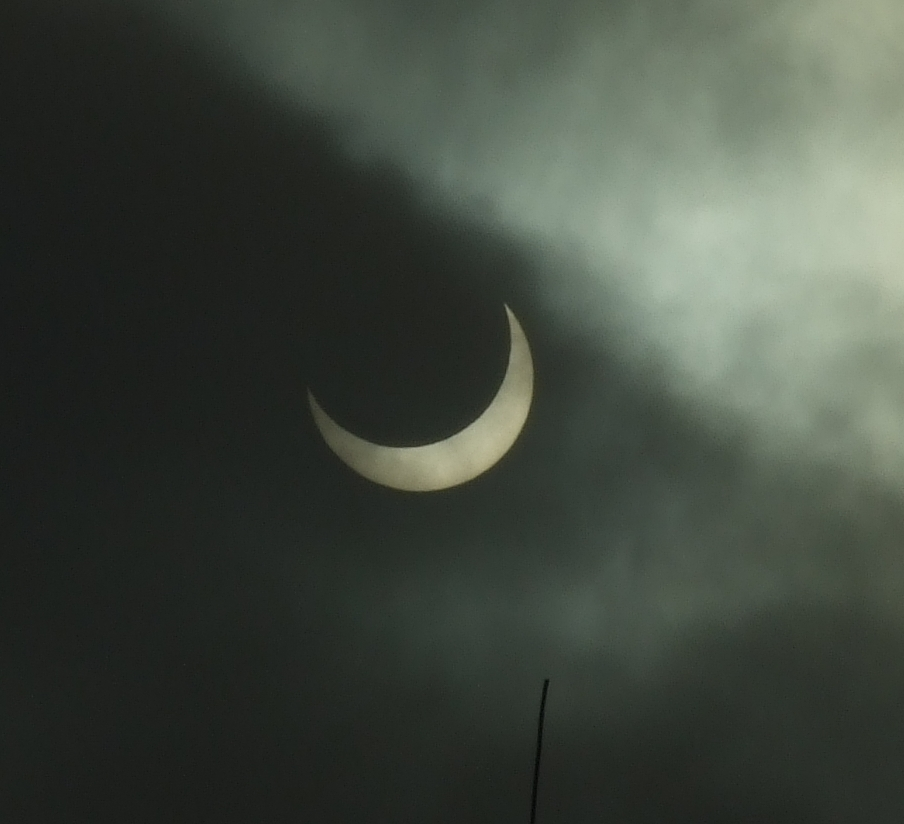
Вигляд затемнення в Польщі

Час київський (UTC+2)
| Місто           | Початок | Час максимальної фази | Кінець | Максимальна фаза | Примітки |
| Ковель          | 9:16    | 10:41                 | 12:10  | 0,812            |          |
| Рівне           | 9:17    | 10:42                 | 12:12  | 0,807            | [ 2 ]    |
| Львів           | 9:13    | 10:38                 | 12:08  | 0,802            | [ 3 ]    |
| Київ            | 9:22    | 10:49                 | 12:20  | 0,8              | [ 4 ]    |
| Вінниця         | 9:18    | 10:45                 | 12:16  | 0,794            | [ 5 ]    |
| Чернівці        | 9:16    | 10:43                 | 12:15  | 0,789            | [ 6 ]    |
| Харків          | 9:30    | 10:59                 | 12:29  | 0,781            | [ 7 ]    |
| Кривий Ріг      | 9:23    | 10:52                 | 12:24  | 0,774            | [ 8 ]    |
| Дніпропетровськ | 9:26    | 10:55                 | 12:26  | 0,773            | [ 9 ]    |
| Миколаїв        | 9:20    | 10:49                 | 12:21  | 0,769            | [ 10 ]   |
| Одеса           | 9:17    | 10:46                 | 12:19  | 0,768            | [ 11 ]   |
| Донецьк         | 9:30    | 11:00                 | 12:31  | 0,759            | [ 12 ]   |
| Луганськ        | 9:33    | 11:03                 | 12:33  | 0,757            | [ 13 ]   |
| Севастополь     | 9:19    | 10:50                 | 12:23  | 0,742            | [ 14 ]   |

## Серії сонячних затемнень до яких належить дане затемнення
Дана серія сонячних затемнень повторюється приблизно через кожні 177 діб та 4 години .
| Вузол, що сходить | Вузол, що сходить                        |                                                             | Вузол, що заходить                       | Вузол, що заходить |
| Сарос | Карта                                    | Сарос                                                       | Карта                                    |                    |
| 121 Кільцеподібне затемнення спостерігалося у Новій Зеландії                                                                                            | 7 лютого 2008 Кільцеподібне              | 126 Повне затемнення спостерігалося у Новосибірську, Росія  | 1 серпня 2008 Повне                      |                    |
| 131 Міетджіе-се-Крааль, ПАР | 26 січня 2009 Кільцеподібне              | 136 Повне затемнення спостерігалося у Бангладеші            | 22 липня 2009 Повне                      |                    |
| 141 Бангі, Центральноафриканська Республіка | 15 січня 2010 Кільцеподібне              | 146 Повне затемнення спостерігалося у французькій Полінезії | 11 липня 2010 Повне                      |                    |
| 151 Часткове затемнення спостерігалося в Польщі | 4 січня 2011 Часткове (північна півкуля) | 156                                                         | 1 липня 2011 Часткове (південна півкуля) |                    |
| Часткові сонячні затемнення 1 червня 2011 та 25 листопада 2011 відбудуться протягом наступної серії затемнень, що відповідає наступному місячному року. |                                          |                                                             |                                          |                    |

### Метонів цикл
Метонів цикл сонячних затемнень повторюється кожні 19 років (6939.69 діб) й триває протягом біля 5-ти циклів. Затемнення відбуваються приблизно одного і того ж календарного дня. 

Дана серія містить 21 сонячне затемнення починаючи з 12-го серпня 1942р. й закінчуючи 11-м серпня 2018р.
| 10-12 серпня   | 30 травня      | 18 березня      | 4-5 січня    | 23-24 жовтня   |
| 115            | 117            | 119             | 121          | 123            |
| -------------- | -------------- | --------------- | ------------ | -------------- |
| 12 серпня 1942 | 30 травня 1946 | 18 березня 1950 | 5 січня 1954 | 23 жовтня 1957 |
| 125            | 127            | 129             | 131          | 133            |
| 11 серпня 1961 | 30 травня 1965 | 18 березня 1969 | 4 січня 1973 | 23 жовтня 1976 |
| 135            | 137            | 139             | 141          | 143            |
| 10 серпня 1980 | 30 травня 1984 | 18 березня 1988 | 4 січня 1992 | 24 жовтня 1995 |
| 145            | 147            | 149             | 151          | 153            |
| 11 серпня 1999 | 31 травня 2003 | 19 березня 2007 | 4 січня 2011 | 23 жовтня 2014 |
| 155            |                |                 |              |                |
| 11 серпня 2018 |                |                 |              |                |